# Jan Chrzciciel Bużeński
Jan Chrzciciel Bużeński (falecido em 1674) foi um prelado católico romano que serviu como bispo auxiliar de Gniezno de 1667 a 1674.
No dia 7 de Março de 1667, Jan Chrzciciel Bużeński foi nomeado durante o papado de Alexandre VII como Bispo Auxiliar de Gniezno e Bispo Titular de Halmiros.  A 11 de Setembro de 1667, foi consagrado bispo por Tomasz Leżeński, Bispo de Lutsk, com Stefan Wierzbowski, Bispo de Poznań, e Mikołaj Oborski, Bispo Titular de Laodicéia na Síria, servindo como co-consagradores.